# Cycle ozone-oxygène

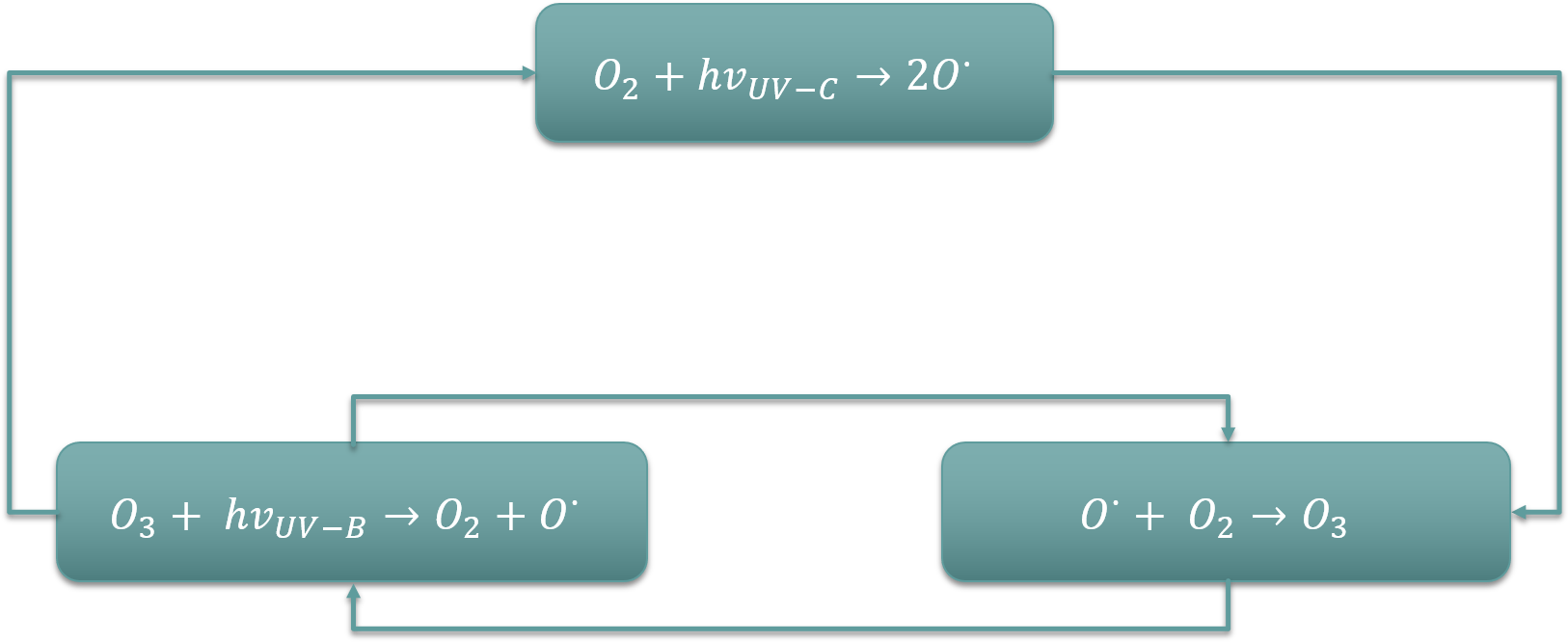
Cycle de Chapman

Le cycle ozone-oxygène est le processus par lequel l'ozone est continuellement régénéré dans la stratosphère, en passant par la conversion du rayonnement ultraviolet (UV) en chaleur. Étudié par Sydney Chapman vers les années 1930. Le processus est communément appelé le cycle de Chapman par les scientifiques.
La plupart de la production d'ozone se produit dans la zone tropicale supérieure de la stratosphère et de la mésosphère. La masse totale de la couche d'ozone produites par jour sur la terre est d'environ 400 millions de tonnes métriques. La masse globale de l'ozone est relativement constante, à environ 3 milliards de tonnes, ce qui signifie que le Soleil produit environ 12 % de la couche d'ozone chaque jour.

## Chimie
1. Création: une molécule de dioxygène est divisée (photolyse) par des rayons UV de plus grande fréquence (UV-B, UV-C et au-dessus) en deux atomes d'oxygène isolés, appelés radicalaires (voir figure):
O2 + ℎν → 2 O•
Chaque atome d'oxygène radicalaire se combine rapidement avec une molécule de dioxygène pour former une molécule d'ozone:
O• + O2 → O3
2. Le cycle ozone-oxygène: les molécules d'ozone formées par la réaction ci-dessus ont la capacité d'absorber des rayonnements ayant une longueur d'onde entre les UV-C et UV-B. La molécule d'ozone (triatomique) devient une molécule d'oxygène (diatomique) et un atome d'oxygène (voir figure):
O3 + ℎν(240-310 nm) → O2 + O•
Le radical d'oxygène produit réagit rapidement avec une autre molécule de dioxygène pour reformer de l'ozone:
O• + O2 → O3 + EK
où EK désigne l'excès d'énergie de la réaction qui se manifeste comme un supplément d'énergie cinétique. Ces deux réactions forment le cycle ozone-oxygène, dans lequel l'énergie chimique libérée lors de la réaction entre O• et O2 est convertie en énergie cinétique du mouvement moléculaire. L'effet global est de convertir en chaleur les rayons UV-B pénétrant, sans aucune perte nette d'ozone. Ce cycle a lieu dans la couche d'ozone dans un équilibre stable, tout en protégeant les couches inférieures de l'atmosphère contre les rayons UV (alors nocifs pour la plupart des êtres vivants). Il est également l'une des deux principales sources de chaleur de la stratosphère (l'autre étant l'énergie cinétique libérée lors de l'O2 est photolysé en radicaux).
3. Suppression: si un radical d'oxygène et une molécule d'ozone se rencontrent, ils se recombinent pour former deux molécules de dioxygène:
O3 + O• → 2 O2

Et si deux radicaux d'oxygène se rencontrent, ils réagissent pour former une molécule de dioxygène:
1. 2 O• → O2

Cette réaction est connue pour avoir un ordre négatif de réaction (de -1).
Le taux global de l'ozone dans la stratosphère est déterminé par un équilibre entre la production grâce aux rayonnements solaires et la suppression. Le taux d'élimination est lent, car la concentration des radicaux O• est très faible.
1. La réaction nette sera de 2 O3 → 3 O2

Des •OH et NO• sont naturellement présents dans la stratosphère, mais l'activité humaine, en particulier les émissions de chlorofluorocarbones (Cfc) et les halons, a considérablement augmenté la concentration de •Cl et •Br, conduisant à l'appauvrissement de l'ozone. Chaque atome Cl ou Br peut catalyser des dizaines de milliers de réactions de décomposition avant qu'ils soient retirés de la stratosphère.